# Johanna Valois
Esther Johanna Valois (Den Haag, 17 december 1855 – Den Haag, 8 oktober 1925) was een Nederlands toneelactrice.
Ze was dochter van actrice Wilhelmina Gerretje Sablairolles en kunstschilder Jean Chrétien Valois. Haar twee zussen Mina en Lina waren eveneens acteurs. De drie dochters werden veel minder bekend dan hun moeder. Johanna Valois bleef ongehuwd.

Van de drie zussen bleef Johanna Valois dan nog het onbekendst. Ze werd vermoedelijk op sleeptouw genomen door haar moeder. Zo was ze in 1870 te zien in Marie Antoinette waarin moeder en zus Lina speelden. Ook haar optreden in de Koninklijke Schouwburg in 1870 vond onder de vleugels van haar moeder plaats. In 1873 speelde ze samen met een heel jonge Sophie Spoor (4 of 5 jaar oud) in Het wel bewaakte kind (La fille bien gardée). De toneelrecensent van Het Vaderland omschreef haar daarbij als volgt:
Wat juffrouw Valois er van maakte was goed en frisch, daar kan wat uit groeien, als wij ons niet zeer vergissen
Daarna werd op toneelgebied niets meer van haar vernomen.